# Flughafen Liepāja

i8
i11
i13
Der Flughafen Liepāja (IATA-Code: LPX, ICAO-Code: EVLA) ist ein Regionalflughafen in Liepāja im Westen Lettlands. Er liegt 5 km östlich von Liepāja und 210 km entfernt von der Hauptstadt Riga. Die Fläche des Flughafens beträgt 2,2 km².
Am 20. September 2016 wurde der Flughafen – nach einer Unterbrechung von acht Jahren – wieder für kommerzielle Flüge freigegeben.
Derzeit (Stand: 28. März 2023) gibt es keine Flüge von oder nach Liepāja.